# NGC 32
NGC 32是飛馬座的一個星群，赤經為10分53.6秒，赤緯為+18°47'46"，由德國天文學家約翰·弗里德里希·尤利烏斯·施密特於1861年10月10日以口徑15.75公分折射望遠鏡發現。

## 外部連結
- SEDs NGC 32（页面存档备份，存于）
- The NGC/IC Project